# The McCoys
The McCoys est un groupe rock américain formé à Union City dans l'Indiana en 1962. Ils sont surtout connus pour leur single Hang On Sloopy de 1965. Leur nom a été changé de Rick and the Raiders à The McCoys, tiré de la face B du disque à succès de The Ventures Walk, Don't Run intitulée The McCoy.

## Carrière
Les membres originaux étaient tous de Union City ; cependant, les garçons Zehringer étaient initialement de Fort Recovery en Ohio. Les membres du groupe étaient le guitariste et chanteur Richard Zehringer (plus tard connu sous le nom de Rick Derringer), son frère Randy (plus tard connu sous le nom de Randy Z) à la batterie et le bassiste Dennis Kelly. Cette première formation était connue sous le nom de The Rick Z Combo, et plus tard sous le nom de Rick and the Raiders. Lorsque Kelly est parti pour l'université, le groupe a été rejoint par le bassiste Randy Jo Hobbs, le saxophoniste Sean Michaels et le claviériste Ronnie Brandon. C'est cette formation qui a pris le nom de « The McCoys ». Puis Brandon a quitté le groupe en 1965 et fut remplacé par Bobby Peterson à l'orgue et au piano.
Leur hit le plus connu est Hang On Sloopy, qui fut no 1 aux États-Unis dans le classement Billboard Hot 100 en octobre 1965 et est la chanson rock officielle de l'État de l'Ohio. C'est également la chanson de combat non officielle des Buckeyes de l'université d'État de l'Ohio et a été jouée lors de nombreux événements sportifs de l'Ohio par les groupes de l'université. Les ventes du single aux États-Unis ont dépassé le million d'exemplaires. Parmi les autres succès, citons une reprise du top 10 de Fever (Billboard # 7) et une autre du top 40 de Come On, Let's Go de Ritchie Valens (Billboard # 21).
Une reprise de Sorrow, la face B de leur version de Fever, a été un succès au Royaume-Uni pour The Merseys et plus tard reprise par David Bowie. Sa première ligne, « with your long blonde hair and eyes of blue » a été citée par George Harrison dans le fondu de It's All Too Much, présenté sur la bande originale de 1969 de Yellow Submarine.
The McCoys se sont produits dans le cadre du Murray the K's Christmas show, le 18 décembre 1965 au Brooklyn Fox Theater de New York, au 20 Flatbush Avenue, Brooklyn, NY. Au programme figuraient également Peter and Gordon, Wilson Pickett, The Fortunes, The Moody Blues, The Toys, Lenny Welch, Cannibal and the Headhunters, The Vibrations, The Spinners, The O'Jays, Bloodless Revolutionaries, Patti Michaels, Bobby Diamond et Diane Langan.
Les McCoys étaient étiquetés comme un groupe de bubblegum pop, au grand mépris du groupe. En 1967, après la mort de Bert Berns, The McCoys se libèrent de Bang Records dans l'espoir d'enregistrer une musique plus sérieuse. Ils ont fini par signer un accord avec Mercury Records et ont enregistré leurs deux derniers disques, Infinite McCoys (1968) et Human Ball (1969) pour le label. Les albums étaient la tentative des McCoys de faire de la musique psychédélique qui plairait aux auditeurs plus matures de cette époque. Les deux furent des échecs commerciaux et n'ont figurés nulle part.

## Johnny Winter
Les deux frères Zehringer (alors connus sous le nom de Rick Derringer et Randy Z) et le bassiste Hobbs sont devenus musiciens de Johnny Winter pour les albums Johnny Winter And et Live Johnny Winter And en 1970 et 1971 respectivement. Au début, le groupe était censé s'appeler Johnny Winter & The McCoys, mais a été changé en raison de la direction avertissant Winter de leur passé bubblegum et de la façon dont cela pourrait nuire à sa réputation de musicien sérieux. En tant que musiciens d'accompagnement, Derringer et Hobbs ont contribué aux dernières sorties de Winter Still Alive and Well (1973), Saints & Sinners (1974) et John Dawson Winter III (1974). Derringer et Hobbs ont ensuite joué avec Edgar Winter, ils sont sur les deux albums du groupe White Trash de Edgar, Edgar Winter's White Trash (1971) avec Johnny Winter et Roadwork (1972). Puis Rick et Hobbs ont poursuivis avec Edgar lorsqu'il a monté le Edgar Winter Group en 1972, ils ont ainsi joués sur leur plus grand succès, l'album They Only Come Out at Night. On les retrouve aussi sur l'album Together: Edgar Winter and Johnny Winter Live (1976). Hobbs a ensuite tourné avec Johnny Winter, mais sans Derringer, sur Winter's Captured Live! (1976). Derringer a également joué avec Steely Dan (l'album Countdown to Ecstasy 1973) et Cyndi Lauper (True Colours (1986. Il a aussi formé le groupe DNA, avec Duane Hitchings aux claviers, Jimmy Johnson à la basse et Carmine Appice à la batterie, un album est sorti Party Tested en 1983.
Hobbs est décédé d'une insuffisance cardiaque liée à la drogue le 5 août 1993 à l'âge de 45 ans, le jour de l'anniversaire de Derringer. Peterson est décédé à Gainesville, en Floride, le 21 juillet 1993 à l'âge de 47 ans.